# Holger Apfel
Pour les articles homonymes, voir Apfel.
Holger Apfel, né le 29 décembre 1970, est un homme politique allemand.
Apfel est le chef de file du Parti national-démocrate d'Allemagne (NPD), organisation considérée comme néonazie, de 2011 à 2013.

## Biographie
Il est député au Parlement de Saxe de 2004 à 2014, où il siège en tant que président du groupe parlementaire NPD.
Ses positions révisionnistes sont moquées par l'organisation satirique Front Deutscher Äpfel, créée en 2004.
Fin 2013, Apfel se voit accusé d'avoir eu « un geste déplacé envers un militant », trahissant son homosexualité. Le 19 décembre 2013, Apfel démissionne avec effet immédiat de ses mandats au niveau national et régional, puis il quitte le parti et le parlement de Saxe le 17 janvier 2014.
Il est reporté courant 2014 qu'il a quitté le pays et ouvert un restaurant à Majorque.